# 2018 في ترينيداد وتوباغو
فيما يلي قوائم الأحداث التي وقعت خلال عام 2018 في ترينيداد وتوباغو.

## سياسة

### انتهاء فترة المنصب
- 19 مارس – أنتوني كارمونا رئيس ترينيداد وتوباغو.

## موسيقى

### أغاني
من الأغاني التي صدرت هذه السنة في ترينيداد وتوباغو:
- 8 مايو – بال فور مي من غناء نيكي ميناج.

## وفيات

### يناير
- 8 يناير – جورج ماكسويل ريتشاردز (مواليد 1931)[1]

### مايو
- 15 مايو – جلويد سامويل (مواليد 1981) لاعب كرة قدم ترنيدادي.[2]

### أغسطس
- 11 أغسطس – فيديادر سوراجبراساد نيبول (مواليد 1932) روائي ترينيدادي بريطاني من أصولٍ هندونيبالية.[3]
- 29 أغسطس – إيلي مانيت (مواليد 1926) أستاذ جامعي وصانع آلات موسيقية ترينيدادي.